# 小行星23457
小行星23457（23457 Beiderbecke）是一颗绕太阳运转的小行星，为主小行星带小行星。该小行星于1989年4月5日发现。

## 轨道参数
小行星23457的轨道半长轴为2.6238415 UA，离心率为0.203。